# Parafia Najświętszego Serca Pana Jezusa w Jarosławiu-Łazach Kostkowskich
Parafia Najświętszego Serca Pana Jezusa w Jarosławiu-Łazach Kostkowskich – parafia rzymskokatolicka należąca do dekanatu Jarosław I w archidiecezji przemyskiej.

## Historia
Mieszkańcy Łazów Kostkowskich należeli do parafii farnej w Jarosławiu, a od 1974 roku do nowo utworzonej parafii w MB Nieustającej Pomocy w Pełkiniach–Wygarkach. W marcu 1983 roku z inicjatywy ks. prał. Bronisława Fila zbudowano drewnianą kaplicę, którą 27 marca 1983 roku poświęcił bp Ignacy Tokarczuk. Następnie zbudowano plebanię, a w 1985 roku została erygowana parafia pw. Najświętszego Serca Pana Jezusa z wydzielonego terytorium parafii w Pełkinie-Wygarki i Wólka Pełkińska, w której skład weszły Łazy Kostkowskie, Kostków i Leżachów-Osada. 
Pierwszym proboszczem został ks. Jan Jagustyn, który przystąpił do budowy kościoła. 12 maja 1988 roku poświęcono plac pod budowę kościoła. W latach 1988–1989 zbudowano murowany kościół. 2 października 1988 roku wmurowano kamień węgielny, a 5 listopada 1989 roku kościół został poświęcony przez biskupa Ignacego Tokarczuka. 5 listopada 2019 roku odbyła się konsekracja kościoła, której dokonał abp Adam Szal
Na terenie parafii znajduje się kościół filialny pw. Dobrego Pasterza w Kostkowie-Wielgosach, który został zbudowany i poświęcony w 1984 roku.
Na terenie parafii jest 932 wiernych (w tym: Łazy Kostkowskie – 429, Kostków i Leżachów-Osada – 505)
Proboszczowie parafii:
1985–1995. ks. Jan Jagustyn.
1995–2002. ks. Stanisław Prucnal.
2002–2017. ks. Józef Machaj.
2017–2023. ks. Dariusz Styrna.
2023– nadal ks. Jacek Wajda.

## Terytorium parafii
- Łazy Kostkowskie – ulice: Łazy Kostkowskie, Kamienna, Lipowa, Kolaniki, Żwirowa.
- Kostków.
- Leżachów-Osada.